# Commicarpus ramosissimus
Commicarpus ramosissimus är en underblomsväxtart som beskrevs av Mats Thulin. Commicarpus ramosissimus ingår i släktet Commicarpus, och familjen underblomsväxter. Inga underarter finns listade i Catalogue of Life.